# Völser Straße
De Völser Straße (L11) is een 27,85 kilometer lange Landesstraße (lokale weg) in het district Innsbruck Land en de stad Innsbruck in de Oostenrijkse deelstaat Tirol. De weg is een zijweg van de Tiroler Straße (B171) en loopt vanaf Pfaffenhofen over de zuidelijke oever van de Inn door het Oberinntal om in Innsbruck weer op de Tiroler Straße aan te sluiten. Het beheer van de straat valt onder de Straßenmeisterei Zirl. De weg is sinds 24 maart 2005 op vele plekken niet langer toegankelijk voor vrachtverkeer boven 7,5 ton (met uitzondering van bestemmingsverkeer).